# (2476) Andersen
(2476) Andersen es un asteroide perteneciente al cinturón de asteroides descubierto el 2 de mayo de 1976 por Nikolái Stepánovich Chernyj desde el Observatorio Astrofísico de Crimea, en Naúchni.

## Designación y nombre
Andersen fue designado al principio como 1976 JF2.
Posteriormente, en 1985, se nombró en honor del escritor danés Hans Christian Andersen (1805-1875).

## Características orbitales
Andersen está situado a una distancia media del Sol de 3,024 ua, pudiendo acercarse hasta 2,669 ua y alejarse hasta 3,379 ua. Tiene una inclinación orbital de 10,82 grados y una excentricidad de 0,1174. Emplea en completar una órbita alrededor del Sol 1920 días.

## Características físicas
La magnitud absoluta de Andersen es 11,1. Tiene 21,32 km de diámetro y se estima su albedo en 0,1696.